# La bola de cristal
La bola de cristal fue un programa de Televisión Española emitido en los años ochenta, dirigido por Lolo Rico, y subdirigido y realizado durante la mayor parte de su emisión por Matilde Fernández Jarrín. La primera emisión de La bola de cristal fue el sábado 6 de octubre de 1984, siendo su último año de emisión 1988. El programa contaba con varias secciones orientadas para diversas franjas de edad. Recibió dos premios «TP de Oro» al mejor programa infantil en los años 1984 y 1986.
Cabe destacar el continuo reconocimiento de diferentes sectores de la sociedad hacia este programa que se salía de la norma marcada por los programas infantiles de su época y otros más actuales, y que apostaba por tratar a los niños como personas adultas. La bola de cristal reflejaba el cambio sociopolítico que supuso la Transición en España y la explosión cultural y musical conocida como la Movida madrileña. El tema musical principal del programa, titulado Abracadabra fue compuesto por José María Cano. 

## Secciones
El programa estaba dividido en cuatro secciones diferentes, bien diferenciadas. Cada una de ellas estaba dirigida a un público de diferente edad, que comprendía desde los más pequeños hasta los ya casi adultos. Todas las secciones estaban salpicadas de pequeños vídeos de corte humorístico o que invitaban a reflexionar, y que actuaban a modo de cortinillas de continuidad entre secciones. De estas cortinillas surgieron frases como «Yo solo no puedo, con amigos sí», «Si no quieres ser como estos, lee», o «Tienes quince segundos para imaginar... si no se te ha ocurrido nada, a lo mejor deberías ver menos la tele», entre otras.
Banda sonora
La música de la banda sonora de esta serie se encuentra en una recopilación de 30 canciones llamada: Las Canciones De La Bola De Cristal ¿Qué Tiene Esta Bola?.
El orden es el siguiente:
- 00 Canción (Intérprete)
- 01 Abracadabra (Alaska)
- 02 La bola de cristal (Santiago Auserón)
- 03 Vacaciones infernales (Alaska)
- 04 Me siento tan feliz (Kiko Veneno)
- 05 El pupitre de atrás (Loquillo Y Trogloditas)
- 06 La novia de Guillermo Tell (Alicia Si)
- 07 Alumbakata (Objetivo Birmania)
- 08 La cuarta parte (Ricardo del Castillo)
- 09 La bola de mi amiga Lola (Lain)
- 10 Ni un día más (Alaska)
- 11 Electroduendes (Pepe de Lucía)
- 12 No se ría (Santiago Auserón)
- 13 Johny Tornillo (Angel Antolaguirre)
- 14 Soy un electroduende (Los Electroduendes)
- 15 Siempre seré un niño (Santiago Auserón)
- 16 Canción de los Electroduendes (Los Electroduendes)
- 17 No se ría (Alaska)
- 18 Hoy es un día nuevo (Hombres G)
- 19 Esclava del mal (Alaska)
- 20 Contraseña (Alicia Si)
- 21 Va por la ciudad (Loquillo Y Trogloditas)
- 22 La bola de cristal (Alaska)
- 23 Es muy normal (Burning)
- 24 Sueños en televisión (Santiago Auserón)
- 25 Buscando voy (Lain)
- 26 Ikarubi (Alicia Si)
- 27 El Pupitre de atrás (Alaska)
- 28 El club de los borrachos (Angel Antolaguirre)
- 29 Ves lo que pasa (Objetivo Birmania)
- 30 Vaya Bola (Ricardo del Castillo)

### Los electroduendes
Es la primera sección del programa, dedicada a los más pequeños. En los primeros programas, los conductores eran Isabel Bauzá y Gerardo Amechazurra, y los protagonistas eran «Los electroduendes»: la Bruja Avería, la Bruja Truca, el Hada Vídeo, Maese Cámara y Maese Sonoro. Las voces de estos muñecos fueron, respectivamente, las de los actores de doblaje Matilde Conesa, Laura Palacios, Alicia Saínz de la Maza, Luis Perezagua y Ángel Egido. Las tramas en esos programas consistían en los presentadores intentando hacer el programa y los electroduendes gastándoles bromas. Posteriormente, se varió el formato y se suprimió a los presentadores, dejando la sección íntegramente en manos de los Electroduendes, que protagonizarían diversos sketches de todo tipo.
Los electroduendes, como su nombre indica, eran los duendes de la electrónica, y cada uno representaba una de los aspectos técnicos de lo audiovisual. Maese Sonoro representaba al micrófono, capaz de escuchar todo, pero incapaz de memorizarlo. Maese Cámara representaba a la cámara, capaz de verlo todo, pero incapaz de memorizarlo.  El hada Vídeo representaba a las grabadoras, ya que podía memorizar y reproducir cualquier imagen o sonido que hubiesen visto u oído sus compañeros. La bruja Truca era una enamorada del cine y lo conocía todo sobre el séptimo arte. Por su parte, la bruja Avería ejercía de villana, y se encargaba de estropearlo todo y de hacer explotar y embrujar todo tipo de cosas, incluidos los demás electroduendes.
A lo largo de su vida de emisión, los Electroduendes pasaron de protagonizar aventuras infantiles a ser auténticos artífices de las más variopintas críticas contra el gobierno, el capitalismo, la guerra, el terrorismo, etc., gracias a su guionista Santiago Alba Rico. El programa se convirtió en una crítica social de su tiempo que no a todo el mundo gustaba. Muchos críticos, periodistas sobre todo, pusieron en tela de juicio si realmente era un programa dirigido al público infantil, adolescente o al ya adulto.
Los Electroduendes tenían cierta forma de hablar en rima bastante original y solían utilizar expresiones, frases y formas nunca antes oídas. Un ejemplo de las mismas podría ser:
- “Viva el mal, viva el capital” (frase insignia de la Bruja Avería)
- “Soy Avería y aspiro a una alcaldía”
- “Meapilas”
- “Lo mío es... ¡El cine!” (frase insignia de la Bruja Truca)
- “Me importa un vatio”
- “Desenseñar a desaprender cómo se deshacen las cosas”

En 2020, el Museo Internacional de Títeres de Albaida (Valencia) ha anunciado la adquisición de varios de los muñecos originales del programa, entre ellos el de la Bruja Avería. Habían pertenecido al titiritero de origen cubano Alejandro Milán, quien trabajó en TVE desde la década de 1960.

### El librovisor
Es la segunda sección del programa, dirigida a niños un poco mayores y preadolescentes. Estaba conducida por Alaska, con guiones de Carlo Frabetti y Carlos Fernández Liria. También sufrió cambios de formato a lo largo de las temporadas. Al principio, Alaska estaba acompañada de Mantequilla, un detective encarnado por Miguel Ángel Valero (Piraña en Verano azul). En esta época, Alaska contaba una historia relacionada con alguna época de la historia, como la antigua Grecia, la Roma clásica, la Edad Media, etc, y Mantequilla resolvía algún caso que guardase relación o no con el tema tratado.
Poco después, se sumaron al elenco de actores Pedro Reyes y Pablo Carbonell, como intérpretes de las historias de Alaska, de forma disparatada y humorística, y para la segunda temporada se prescindió del personaje de Mantequilla, quedando Alaska, Pedro y Pablo como protagonistas de la sección hasta el final del programa en 1988. Al finalizar la sección, como puente entre secciones se solía emitir un videoclip con una canción especialmente creada para el programa protagonizado por Alaska, Santiago Auserón, Loquillo o Kiko Veneno entre otros. De ellas, la más popular fue sin duda Abracadabra, interpretada por la propia Olvido Gara y que se identificó con el programa.

### La banda magnética

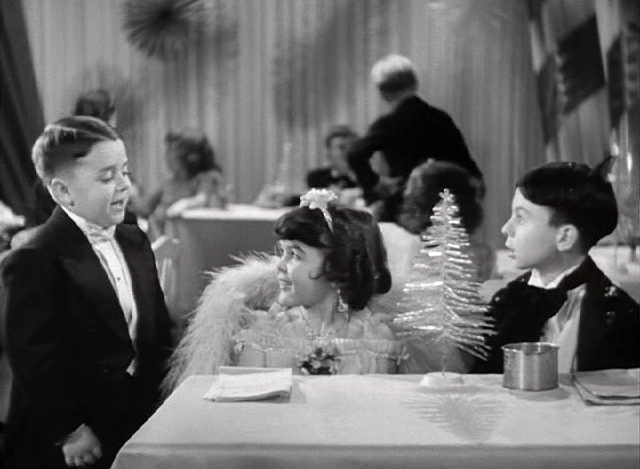
La serie cinematográfica estadounidense La Pandilla se emitió por televisión dentro de La bola de cristal.

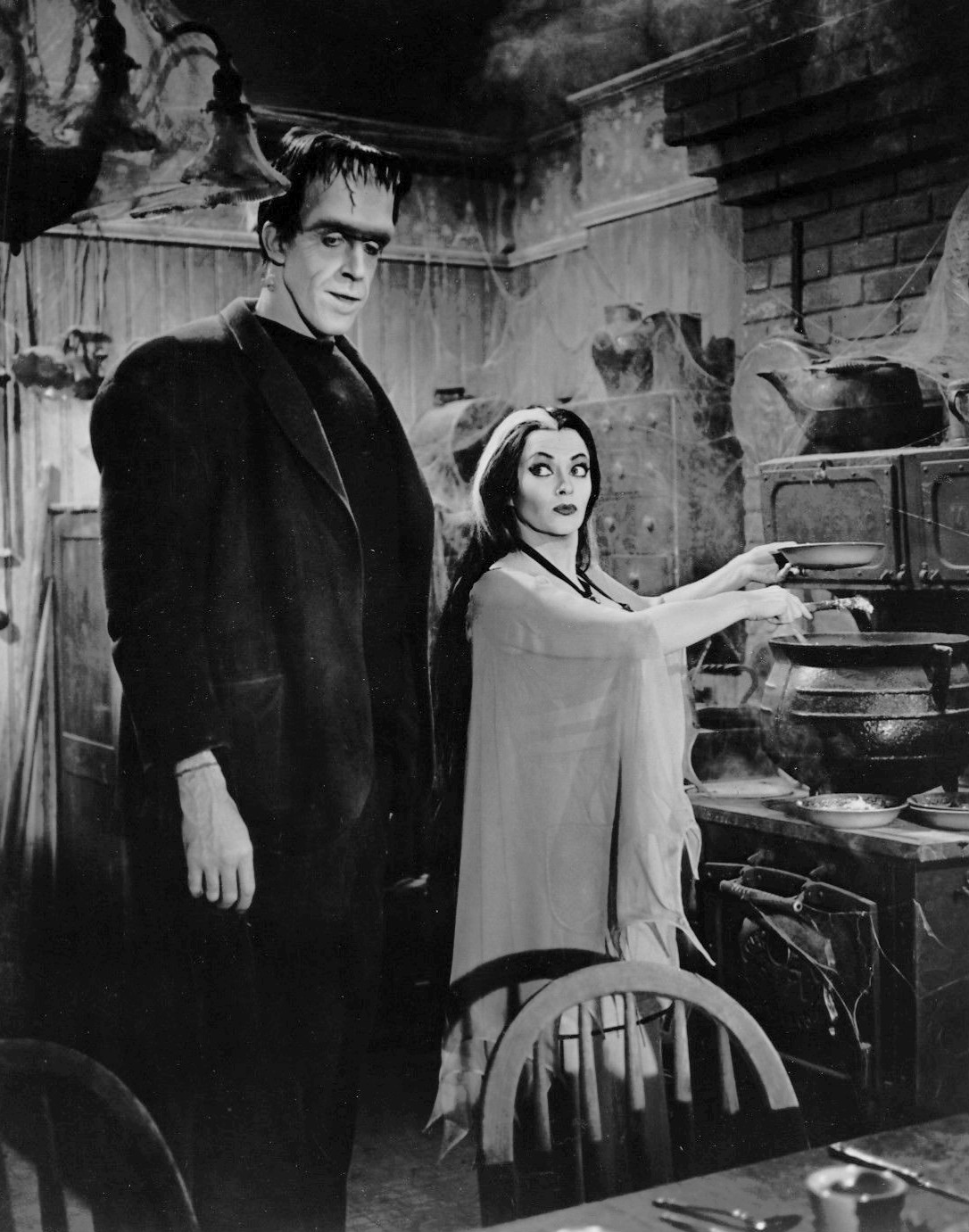
La serie La familia Monster era una sátira de las tradicionales películas de terror y en su trama contaba la vida hogareña de una peculiar familia de monstruos a través de historias cómicas. En la imagen Herman y Lily Monster en la cocina.

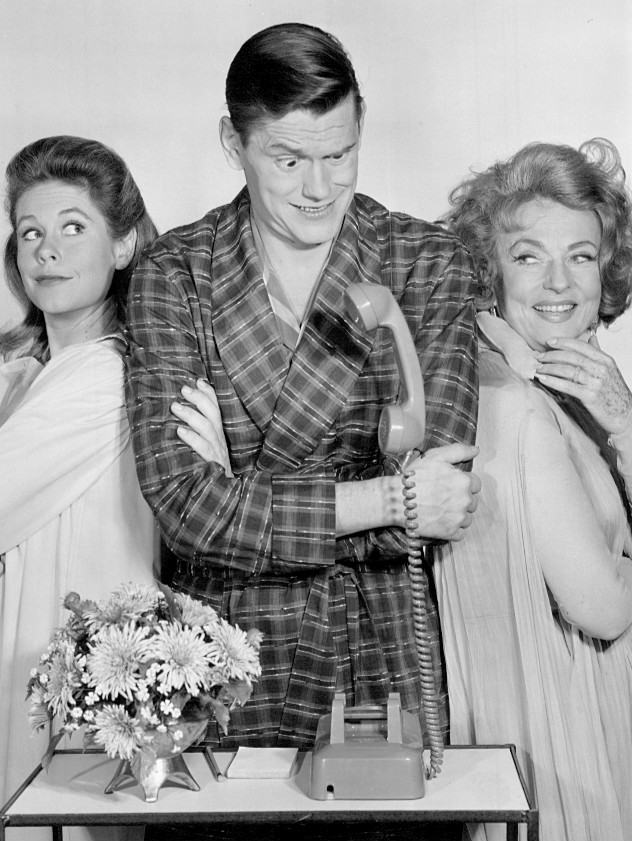
Embrujada era una comedia de situación estadounidense con toques románticos que cuanta la vida diaria del matrimonio Stephen y las consecuencias que sufren sus vidas cuando Samantha, la esposa, confiesa a su marido que es una bruja y tiene poderes. La magia será una parte crucial de la vida diaria de los personajes.

Esta tercera sección funcionaba como contenedor para emitir un capítulo de una serie infantil o juvenil, también presentado por Alaska. Las series que se emitieron en esta sección fueron:
- La Pandilla
- La familia Monster
- Embrujada

Después del episodio, se emitía la minisección «Los monográficos de Truca» que consistía en un pequeño monográfico que trataba sobre la vida de antiguos artistas del mundo del cine, tales como Charlie Chaplin, Romy Schneider, etc.

### La cuarta parte
Era la cuarta sección del programa, dedicada a los adolescentes de entre 14 y 18 años, cuyo nombre unitario era simplemente "La cuarta parte", aunque en la programación de Televisión Española figuraba como programa independiente porque podía pensarse que no fuera apropiado para el público infantil. Esta sección fue añadida en la segunda temporada del programa, que en la primera temporada sólo tenía las tres secciones anteriores.
Comenzaba con «La entrevista del patito» durante la cual la propia directora del programa, Lolo Rico, hacia entrevistas a personajes actuales de aquella época, tales como Fernando Savater o Pedro J. Ramírez, o simplemente hacía monólogos críticos sobre otros temas como la publicidad, la moda, etc.
Luego comenzaba «El Noticiario» con Javier Gurruchaga al frente. En él, Gurruchaga tenía cierta libertad para tratar los temas que le viniesen en gana, hablando de la política, la música, el cine, e incluso protagonizando una miniserie donde él mismo interpretaba a todos los personajes de su supuesta familia imaginaria y cuyos guiones estaban escritos por Isabel Alba. Posteriormente, la participación de Gurruchaga se extendió a toda la sección, que recibió el nombre "El cuarto hombre".
Además, dentro de la sección «Acordes en espiral» también se emitían videoclips, algunos de ellos creados específicamente para el programa, con los últimos éxitos de artistas como Franco Battiato, Ángel Altolaguirre, Radio Futura, Mecano, Los Nikis, Eskorbuto, Javier Gurruchaga, La Unión, Los Toreros Muertos, Golpes Bajos, Glutamato Ye-ye, La Frontera, Nacha Pop, Gabinete Caligari, Ramoncín, El Último de la Fila y otros. Grupos que representaban el conjunto de artistas y gustos musicales de la etapa de La Movida en los años ochenta y otros extranjeros. Fue el programa el verdadero impulsor del videoclip en la España de la década, y los temas que se beneficiaron incluyen Sildavia, La sangre de tu tristeza, Querida Milagros, Insurrección, Al calor del amor en un bar, A quién le importa, No es serio este cementerio o El imperio contraataca.
También, en ocasiones, se emitían «Los conciertos de la bola», miniconciertos en los que el mismo tipo de artistas interpretaban sus canciones en directo ante el público, y a veces canciones compuestas en exclusiva para el programa. Años más tarde, se añadió a esta sección la proyección de cortos humorísticos españoles como The Traka donde una jovencísima Anabel Alonso hacía sus primeros pinitos en la televisión, o «el Show de Pedro Reyes», donde el actor del mismo nombre protagonizaba disparatadas y absurdas situaciones.

## Final
Con la llegada de Pilar Miró como directora de RTVE en 1987 mucha de la carga de crítica política y social presente en secciones como Los Electroduendes se tuvo que parar. Miró presionó para que se dejase de criticar a Felipe González (presidente del gobierno español en aquella época), a Ronald Reagan (presidente de los Estados Unidos entre 1981 a 1989) o a Margaret Thatcher (primera ministra del Reino Unido entre 1979 y 1990), lo que provocaba cierto malestar a la directora del programa, Lolo Rico, y a sus guionistas que, después de haber tenido durante tres años toda la libertad que quisieron para hablar y tratar los temas que les pareciesen, ahora se veían más limitados para poder hablar y criticar en libertad y a su manera lo que quisieran y, como consecuencia, con menos ganas de seguir con el programa.
En una entrevista concedida por el trigésimo aniversario del programa, Rico indica que Radio Televisión Española censuró sin su permiso un spot que defendía al colegio público respecto al privado. Ello provocó la dimisión de Lolo Rico y la finalización del programa.
Desde 1987 había planes para la continuidad del programa, con Sonia Martínez como presentadora en sustitución de Alaska, pero a causa de las restricciones ya citadas, la sección de los Electroduendes llegó a su fin a finales del 1987 y eso llevó a que La bola de cristal dejase de emitirse por completo en 1988, sustituyéndose por un programa nuevo de corte más infantil llamado Cajón desastre y conducido por Miriam Díaz-Aroca.

## Reemisión en la web
A mediados de 2008 Televisión Española decidió reemitir algunas de sus producciones propias clásicas. Las elegidas fueron Los gozos y las sombras, Turno de oficio, Verano azul, Historias para no dormir, La bola de cristal y Anillos de oro. Tras una encuesta a la audiencia, comenzó la reemisión en forma de vídeos publicados en su web, si bien también se encuentran allí, en la sección de Series míticas, los primeros episodios de las otras cinco series. En particular, el primer programa de La bola de cristal figura desde el 16 de mayo de 2008.

## Reparto
- Alaska
- Isabel Bauzá (1984-1985)
- Gerardo Amechazurra (1984-1985)
- Isidoro Fernández
- Santiago Auserón
- José María Sanz Beltrán, Loquillo
- Kiko Veneno
- Pablo Carbonell
- Pedro Reyes
- Miguel Ángel Valero (1984-1985)
- Fedra Lorente (1986-1987)
- Javier Gurruchaga (1985-1988)
- Anabel Alonso (1987-1988)
- Enrique San Francisco (1987-1988)